# 立花家扇遊
立花家 扇遊（たちばなや せんゆう、1884年10月17日 - 1945年3月10日）は、上方、江戸（東京）で活躍した色物芸人。本名、前川 宣海。
奈良県多武岬付近の延命寺の生まれ。泉州堺の唐招提寺の僧侶となり、20歳で実家の住職になった。
旅回りの芸人を寺に泊めたのが縁で還俗にして旅回りの芸人の一座に入った。旅先で苦労を重ねたが、元々趣味でやっていた尺八の演奏を加藤渓水に本格的に学び、大阪の寄席に出て尺八の名人芸を披露するようになる。
昭和に入り吉本に属したが、みごとな尺八とへちまおどり、パントマイムのような「蝿取り」なる珍芸で人気を取った。1941年からは東京に出たが、肺を病んで尺八を吹けなくなってからも高座で無言のままただ尺八を磨く枯れた芸で不思議なクスクス笑いを取り、「蝿取り」なども演じた。1945年3月の東京大空襲で死去。4代目三遊亭圓馬は扇遊と一緒に逃げたという。扇遊は右に逃げて死去、圓馬は左に行って助かったとのこと。享年61。
弟子に狐遊（後の柳家三亀坊）等がいた。
蝿取りの芸は漫才師の夢路いとし・喜味こいしのこいしが以前に数度、寄席やテレビで披露している。